# Littlefork
Littlefork is een plaats (city) in de Amerikaanse staat Minnesota, en valt bestuurlijk gezien onder Koochiching County.

## Demografie
Bij de volkstelling in 2000 werd het aantal inwoners vastgesteld op 680.
In 2006 is het aantal inwoners door het United States Census Bureau geschat op 701, een stijging van 21 (3,1%).

## Geografie
Volgens het United States Census Bureau beslaat de plaats een oppervlakte van
3,1 km², geheel bestaande uit land. Littlefork ligt op ongeveer 340 m boven zeeniveau.

## Plaatsen in de nabije omgeving
De onderstaande figuur toont nabijgelegen plaatsen in een straal van 64 km rond Littlefork.